# Ruffles
Cet article concerne une marque de chips. Pour l'émulateur flash, voir Ruffle.

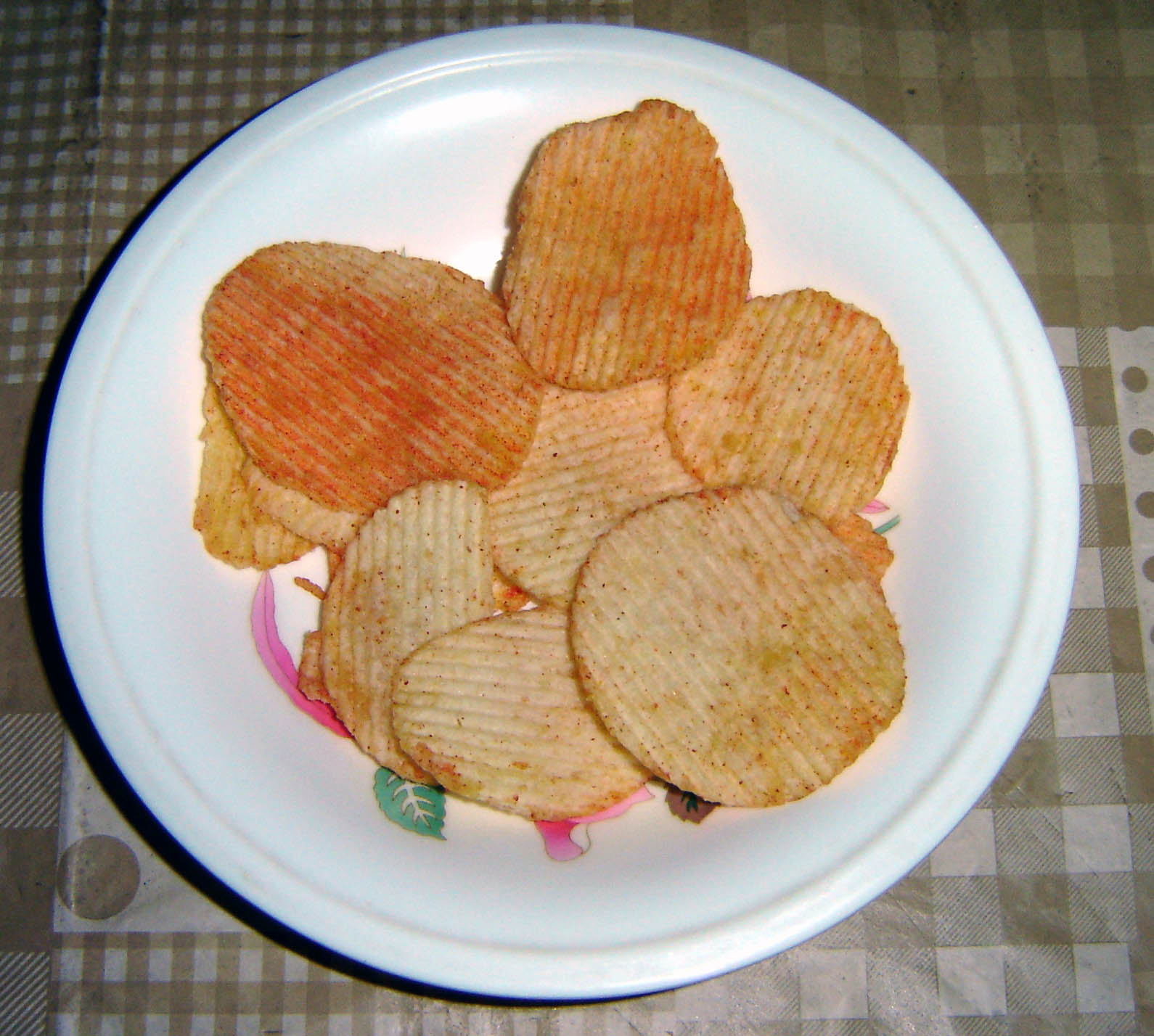
Ruffles assaisonnées au ketchup.

Ruffles est le nom d'une marque de chips, ou croustilles, de pommes de terre commercialisée par Lay's, filiale de Frito-Lay (groupe Pepsico). Il s'agit de chips à l'aspect « froncé » obtenu par une découpe à l'aide de lames ondulées.
La société Frito avait acquis les droits de la marque de chips Ruffles en 1958, avant de fusionner en 1961 avec la société H.W. Lay & Co.
Le nom du produit, Ruffles, fait référence à l'aspect d'un volant (ruffle en anglais), bande de tissu plissée utilisée pour orner des vêtements. 
Le slogan officiel du produit est le suivant : « RRRuffles Have Ridges! » (les RRRuffles ont des sillons !).  
Lays produit également des chips Wavy Lays (Lays ondulées), aux plis plus larges, dont le profil évoque celui de la tôle ondulée utilisée pour la couverture de bâtiments.

## Ingrédients
Les ingrédients varient selon les goûts. La liste des ingrédients du produit standard (original), valable aussi pour les variantes à teneur réduite en matière grasse  est la suivante : pommes de terre, huile végétale (tournesol, maïs, ou colza) et sel.

## Variantes

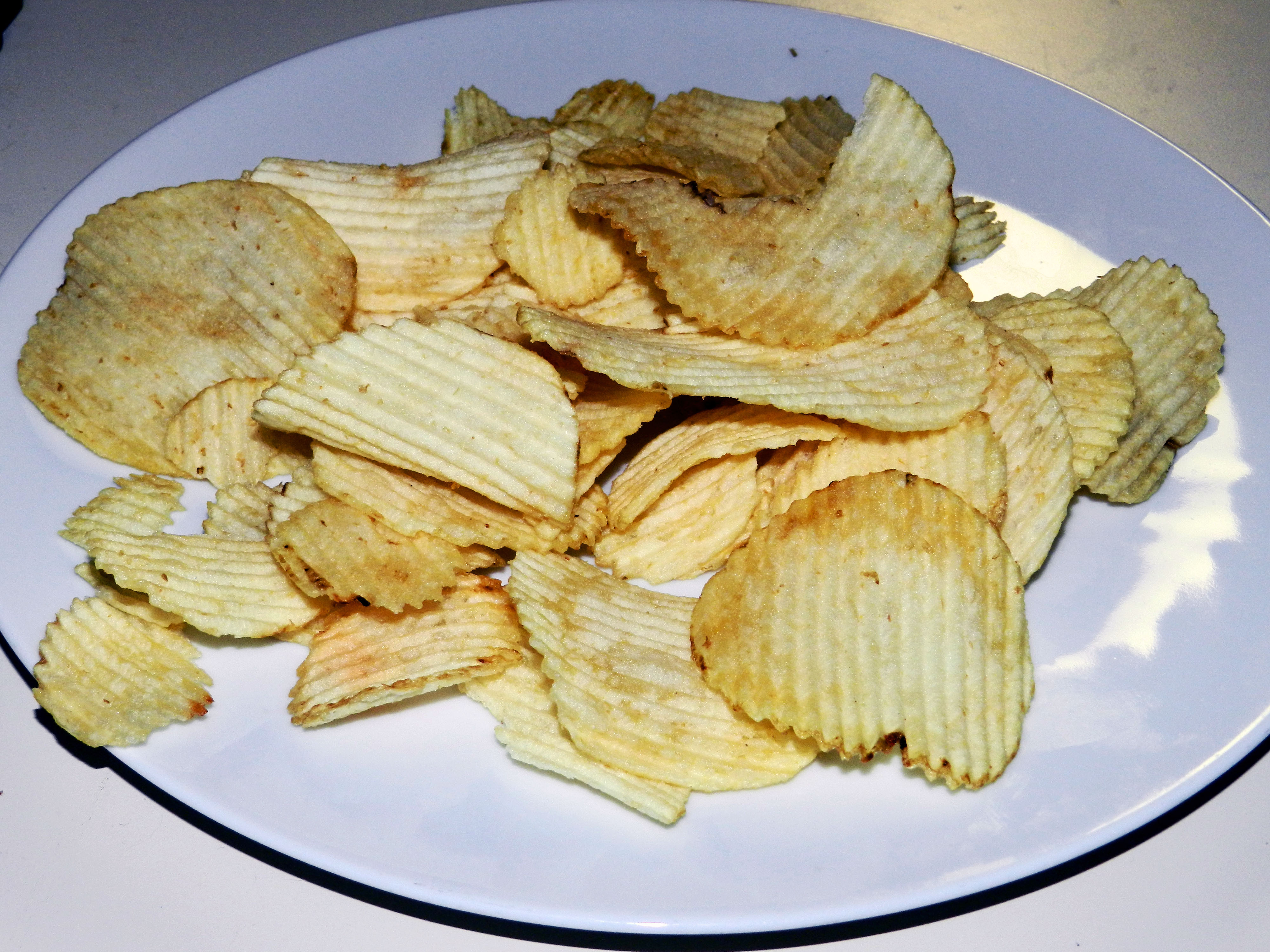
Ruffles à teneur réduite en matières grasses.

Les Ruffles sont produites, outre la version normale standard, dans différentes versions qui se différencient par des goûts adaptés aux marchés régionaux, telles que : Salt & Vinegar, Au Gratin, Sour Cream & Onion, Barbecue, Cheddar & Sour Cream, Molten Buffalo Wing, Loaded Chili and Cheese, and Tapatio Limon. 
Parmi les produits régionaux figurent : All-Dressed et Sour Cream & Onion (Canada) ;  Yakisoba, Stroganoff et Honey & Mustard (Brésil), Paprika, Original et Cheddar and onion (Royaume-Uni). 
Les Ruffles sont également proposées en version moins grasse (cuites et non frites), à taux de sel réduit, à teneur en matières grasses réduite de 25 % et sans matière grasse (marque Chips WOW / Olestra. 
En 2008, Frito-Lay a produit une version Ruffles Thick Cut (chips plus épaisses).